# Кутук
Куту́к — деревня в Арском районе Татарстана. Входит в состав Урнякского сельского поселения.

## География
Находится в северо-западной части Татарстана, в 10 км к северо-востоку от районного центра — города Арска, у реки Казанка.

## История
Известна с 1678 года.
В XVIII – первой половине XIX века жители относились к сословию государственных крестьян. Основные занятия жителей в этот период – земледелие и скотоводство. 
В «Списке населённых мест Российской империи», изданном в 1866 году по сведениям 1859 года, населённый пункт упомянут как казённая деревня Кутюк Казанского уезда Казанской губернии (2-го стана). Располагалась по правую сторону Сибирского почтового тракта, при реке Казанке, в 71 версте от уездного и губернского города Казань и в 13 верстах от становой квартиры, города Арска. В деревне, в 24 дворах проживали 193 человека (84 мужчины и 109 женщин), была мечеть.
В 1896 году в деревне открыта первая мусульманская богадельня.
В начале XX века земельный надел сельской общины составлял 597,8 десятины.
До 1920 года деревня входила в Кармышскую волость Казанского уезда Казанской губернии. С 1920 года в составе Арского кантона ТАССР. С 10 августа 1930 года в Арском, с 19 февраля 1944 года в Чурилинском, с 14 мая 1956 года в Арском районах.
В 1930-е годы в деревне работала школа. В годы войны в здании школы действовали детский дом и дом престарелых. В 1950-е годы открыта начальная школа, в 2013 году закрыта.

## Население
| 1782 | 1859 | 1897 | 1908 | 1920 | 1926 | 1938 | 1949 | 1958 | 1970 | 1979 | 1989 | 2002 | 2010 | 2015 |
| ---- | ---- | ---- | ---- | ---- | ---- | ---- | ---- | ---- | ---- | ---- | ---- | ---- | ---- | ---- |
| 39   | 193  | 242  | 219  | 353  | 406  | 296  | 317  | 232  | 306  | 248  | 201  | 193  | 170  | 179  |

Национальный состав села — татары.

## Экономика
Жители занимаются полеводством, овцеводством, свиноводством.

## Инфраструктура
Действует детский сад (с 1991 г.).